# José de Saxe-Hildburghausen
José de Saxe-Hildburghausen, Duque na Saxónia (5 de outubro de 1702; Hildburghausen, 4 de janeiro de 1787), foi um general e marechal-de-campo austríaco. É conhecido principalmente por ter comandado as forças franco-austríacas na Batalha de Rossbach.

## Primeiros anos
José era o terceiro filho de Ernesto, Duque de Saxe-Hildburghausen e da princesa Sofia de Waldeck. A sua mãe morreu dez dias depois de ele nascer, a 15 de outubro de 1702.
Recebeu a educação típica dada a homens nobres da sua época, tendo viajado em viagens educacionais por vários países europeus. Quando tinha dezasseis anos de idade, juntou-se ao Exército dos Habsburgo e, em 1719, tornou-se Capitão do Pessoal do Regimento de Infantaria Nº18, o "Seckendorff", tendo lutado na Sicília durante  Guerra da Quádrupla Aliança (1717–1720).
Depois de se converter ao catolicismo em 1728, começou a subir na sua carreira militar mais rapidamente. Em 1729 foi nomeado tenente-coronel e, no ano seguinte (a 18 de Julho de 1730) tornou-se coronel no Regimento "Palffy". Em Janeiro de 1732 recebeu mesmo o seu próprio regimento: o da 8ª Infantaria. Pouco depois de rebentar a Guerra de Sucessão da Polónia (1733-1735/1738) prestou serviço nas campanhas que se seguiram no norte de Itália. Destacou-se principalmente na Batalha de San Pietro, na qual foi ferido no rosto, e foi-lhe prometida a posição de tenente-marechal-de-campo antes do final da guerra (a 30 de abril de 1735).
José chegou ao fim da Guerra de Sucessão da Polónia na posição de Feldzeugmeister (25 de Setembro de 1736). Apenas um ano depois, durante a Guerra Russo-Turca (1735–1739), foi nomeado comandante do Corpo Austríaco. Em 1737, falhou a sua tentativa de conquistar Banja Luka, mas José mostrou grande coragem pessoal em todos os outros confrontos da guerra, por exemplo, durante a Batalha de Grocka (a 22 de julho de 1739), na qual foi responsável por cobrir o exército imperial durante a sua retirada.

## Guerra da Sucessão Austríaca
No final da guerra, a 11 de Junho de 1739, José foi promovido a Generalfeldzeugmeister do exército imperial e foi nomeado Governador de Komárom na Hungria. No início da Guerra de Sucessão Austríaca (1740–1748) José juntou novos regimentos húngaros em Komárom e tornou-se conselheiro na administração militar austríaca durante o decorrer da guerra. Em 1743, foi nomeado Alto Chefe Militar e Comandante Geral da Áustria Interior, em Karlstadt e Warasdin. Assim, tornou-se responsável pela organização da fronteira militar e pelos mantimentos militares. Por este serviço, foi promovido a marechal-de-campo a 18 de abril de 1744. Em maio de 1749, demitiu-se dos seus cargos. 

## Batalha de Rossbach
Nos anos seguintes, José viveu sem sobressaltos na Áustria. Quando rebentou a Guerra dos Sete Anos (1756–1763), na primavera de 1757, José foi nomeado comandante do exército imperial, com ordens para atacar o rei Frederico II da Prússia. Juntamente com o corpo francês, o Exército Imperial foi derrotado na Batalha de Rossbach (5 de novembro de 1757). Envergonhado com a derrota, José decidiu renunciar a todos os seus cargos militares. De acordo com as avaliações feitas pelos historiadores, José foi quase sempre culpado pela derrota, apesar de ter pouca margem de manobra para mudar o seu resultado devido à condição catastrófica em que se encontrava o exército imperial e à ineficácia das tropas francesas. De forma simbólica, José foi nomeado Marechal-de-Campo do Exército Imperial (a 9 de novembro de 1785), posição na qual terminou a sua carreira militar. Acabaria por morrer pouco tempo depois.

## Vida pessoal
José sempre teve boas relações com a família dos Habsburgos. Em 1739, o imperador Carlos VI nomeou-o cavaleiro da Ordem do Tosão de Ouro, a ordem dinástica dos Habsburgos. A 13 de março de 1741, representou o rei Augusto III da Polónia como padrinho na cerimónia de baptismo do jovem arquiduque José, o segundo filho da imperatriz Maria Teresa, o que demonstra a proximidade que tinha com a nova imperatriz, com quem manteve uma amizade próxima durante toda a sua vida.
A 17 de abril de 1738, José casou-se em Paris com a princesa Maria Ana Vitória de Saboia, sobrinha e única herdeira do falecido príncipeEugénio de Saboia. A princesa era também vinte anos mais velha do que ele. Graças a esta união, José recebeu grandes propriedades e bens. No entanto, o casamento foi infeliz e, em 1752, os dois decidiram separar-se, embora nunca tenham formalizado um divórcio.
O príncipe ganhou a reputação de patrono, mas também de grande gastador. Passou grande parte da sua vida no seu castelo em Viena, mas quando os seus parentes, os duques de Saxe-Hildburghausen ficaram profundamente endividados, o sacro-imperador José II nomeou-o gestor do ducado em 1769, para evitar que Saxe-Hildburghausen ficasse na bancarrota. O seu sobrinho-neto, o duque Ernesto Frederico III, foi declarado incapaz e retirado do trono. Quando morreu em 1780, deixou um jovem herdeiro, o príncipe Frederico de dezassete anos, de quem José se tornou regente até morrer aos oitenta e quatro anos de idade.

## Genealogia
| José de Saxe-Hildburghausen | Pai: Ernesto, Duque de Saxe-Hildburghausen | Avô paterno: Ernesto I, Duque de Saxe-Gota   | Bisavô paterno: João II, Duque de Saxe-Weimar                                |
| José de Saxe-Hildburghausen | Pai: Ernesto, Duque de Saxe-Hildburghausen | Avô paterno: Ernesto I, Duque de Saxe-Gota   | Bisavó paterna: Doroteia Maria de Anhalt                                     |
| José de Saxe-Hildburghausen | Pai: Ernesto, Duque de Saxe-Hildburghausen | Avó paterna: Isabel Sofia de Saxe-Altemburgo | Bisavô paterno: João Filipe, Duque de Saxe-Altemburgo                        |
| José de Saxe-Hildburghausen | Pai: Ernesto, Duque de Saxe-Hildburghausen | Avó paterna: Isabel Sofia de Saxe-Altemburgo | Bisavó paterna: Isabel de Brunsvique-Volfembutel, Duquesa de Saxe-Altemburgo |
| José de Saxe-Hildburghausen | Mãe: Sofia de Waldeck                      | Avô materno: Jorge Frederico de Waldeck      | Bisavô materno: Wolrad IV, Conde de Waldeck                                  |
| José de Saxe-Hildburghausen | Mãe: Sofia de Waldeck                      | Avô materno: Jorge Frederico de Waldeck      | Bisavó materna: Maria de Baden-Durlach                                       |
| José de Saxe-Hildburghausen | Mãe: Sofia de Waldeck                      | Avó materna: Isabel Carlota de Nassau-Siegen | Bisavô materno: Guilherme de Nassau-Hilchenbach                              |
| José de Saxe-Hildburghausen | Mãe: Sofia de Waldeck                      | Avó materna: Isabel Carlota de Nassau-Siegen | Bisavó materna: Cristina de Erbach-Breuberg                                  |